# Peter Chiarelli
Peter Chiarelli (narozen 5. srpna 1964 v Nepeanu, Ontario, Kanada) je bývalý generální manažer hokejových týmů Edmonton Oilers a Boston Bruins.

## Kariéra hráče
Chiarelli hrál za Harvard University v letech 1983 až 1987, kde byl kapitánem týmu. Později hrál Britskou hokejovou ligu za tým Nottingham Panthers.

## Kariéra generálního manažera
Než se stal jedním z manažerů v NHL, byl volným hráčem než se v roce 1999 stal součástí týmu Ottawa Senators. V té době byl také advokátem v soukromé praxi v hlavním městě Kanady. Asistentem manažera Senators byl dvě sezony, včetně stávkové sezony 2004–05. Za to že později odešel, dostal tým výběr v draftu.
26. května 2006 podepsal čtyřletou smlouvu jako generální manažer Boston Bruins, se kterými v roce 2011 získal Stanley Cup. V letech 2009 i 2013 svůj kontrakt s Bostonem pokaždé prodloužil o 4 roky, 15. dubna 2015 byl však vyhozen.
K práci generálního manažera se znovu dostal 24. dubna 2015, kdy ho angažovali Edmonton Oilers. Zároveň v kanadském týmu plnil roli manažera hokejových operací. S klubem se rozloučil 22. ledna 2019.
V současné době není Peter Chiarelli zaměstnán v žádném klubu nejprestižnější hokejové ligy světa. V červnu 2019 o jeho služby však podle zámořských novinářů projevil zájem Vancouver Canucks.